# NGC 2878
NGC 2878 este o galaxie spirală situată în constelația Hidra. A fost descoperită în 28 martie 1864 de către Albert Marth. Se află la o distanță de 104,11 megaparseci de Pământ.